# Colegio Nacional Bartolomé Herrera
El Colegio Nacional Bartolomé Herrera es una institución educativa peruana. Fue fundado el 28 de marzo de 1947 y está ubicado en el distrito de San Miguel, en Lima. Se encuentra actualmente en incluido en el Programa de Renovación de Escuelas Emblemáticas del Ministerio de Educación en 2009 durante el Gobierno de Alan García renovando su estructura como sus complementos educativos para beneficio de sus alumnos.

## Historia
El colegio fue fundado el 28 de marzo de 1947, durante el gobierno constitucional de José Luis Bustamante y Rivero en su primer local ubicado en la Av. Brasil 950 compartiendo sus ambientes con el jardín de la infancia que funcionaba en dicho lugar. Recibió a sus primeros alumnos el 13 de mayo de 1947 contando con 25 profesores y 168 alumnos, bajo la dirección de Juan Francisco Franco. 
Durante el gobierno del general Manuel A. Odría adoptó la categoría de Gran Unidad Escolar, siendo uno de los beneficiarios del vasto plan de dicho gobierno (conocido después como el Ochenio) a favor de la ampliación e implementación de diversos centros educativos en toda la República. Fue bautizado con el nombre de un ilustre sacerdote, educador, pensador y político peruano, Bartolomé Herrera (1808-1864), director del célebre Colegio de San Carlos y representante máximo del pensamiento conservador en el Perú del siglo XIX. Su nuevo y definitivo local ubicándose en la Av. De La Marina (Ex. Prolongación Av. Pershing) Cdra. 12 en el distrito Limeño de San Miguel el 19 de diciembre de 1952, año en el que el Dr. Jorge Castro Harrison asume la dirección.
Este local fue inaugurado el 29 de octubre de 1953 en una ceremonia contando con la presencia del Presidente de la República Gral. de División Don Manuel A. Odría.
Durante el gran periodo de Jorge Castro Harrison, es muy reconocida por su trascendencia debido a su experiencia educativa y consiguió dejar en alto el nombre de la gran BH. Se editaba el periódico "El Herreriano" donde se estrenó el "Himno Herreriano" cuya letra y música fue compuesta por el Profesor y Compositor Peruano José Lora Olivares. El profesor Pablo Humanchano compuso la marcha "Adelante Herreriano". Durante esta época nace una frase muy simbólica para los estudiantes, "Donde se hace patria, ahí esta un herreriano".
En 1970, el colegio Bartolomé Herrera fue campeón interescolar de fútbol bajo la capitanía de Justo Aliaga Carrillo y la dirección técnica del profesor Carasas, destacando notoriamente en el equipo Justo Aliaga y Jaime Duarte, quienes después jugaron en el primer equipo de Alianza Lima.
En 1981 la Banda Escolar de esta institución, logra el Primer Puesto en el Concurso de Bandas de Lima Metropolitana.
Durante el segundo gobierno del presidente Alan García, fue incluido en el Programa Nacional de Recuperación de las Instituciones Públicas Educativas Emblemáticas y Centenarias (2009), destinado a modernizar y reforzar su infraestructura. La nueva infraestructura fue inaugurada el 5 de mayo de 2010.
La I.E.E. Bartolomé Herrera afrontó la crisis de coronavirus durante el año 2020 y 2021. Durante este tiempo el Gobierno tomó medidas para la realización de clases creando Aprendo en Casa, la cual los estudiantes Herrerianos emplearon además de recibir clases virtuales por el programas de videoconferencias Zoom. 
En el año 2022, por disposiciones del Gobierno de Pedro Castillo, se retoman en marzo de 2022 las clases presenciales en esta institución.
Actualmente cursan 600 escolares del nivel secundaria (varones). En el turno noche, el colegio acoge a 352 estudiantes del ciclo avanzado y 40 alumnos de ciclo inicial intermedio. 
Se encuentra a sus alrededores la Av. De La Marina, Jr. Jorge Castro Harrison (Ex. Psje. San Miguelito), Jr. Camino del Inca y Jr. Miguel de Unamuno.

## Himno Herreriano
Letra y música compuesta por el Profesor y Compositor Peruano José Lora Olivares. 

CORO
Viril impulso, canción de forja,
El Herreriano paso ¡Escuchad!
Resuena el yunque del optimismo
Salta una estrella: ¡La Voluntad!
Siempre adelante ¡Paso Herreriano!
Fulgor que vence la oscuridad.
Paso Herreriano, Himno de esfuerzo
Fulgor que vence la oscuridad.

ESTROFA I
Marchando unidos, siempre unidos
y compartiendo lucha y laurel
Somos la viva lección fraterna
Lección que es todo nuestro Plantel
Cada Herreriano de nuestra Patria
ha de sentirse soldado fiel
Es el estudio arma invencible
la disciplina nuestro cuartel.

CORO
Viril impulso, canción de forja,
El Herreriano paso ¡Escuchad!
Resuena el yunque del optimismo
Salta una estrella: ¡La Voluntad!
Siempre adelante ¡Paso Herreriano!
Fulgor que vence la oscuridad.
Paso Herreriano, Himno de esfuerzo

ESTROFA II
Técnico anhelo, realizar siempre
Pensar haciendo, sabia virtud
Edificamos con alegría,
en cuerpo y mente plena salud
Nuestras tareas llevan un signo
esplendoroso de juventud
un grito suma nuestro entusiasmo
Un solo grito ¡Viva el Perú!

## Directores
- Jorge Castro Harrison (1952 - 1970)
- Antonio Escudero Caldas (1986-1993)
- Beatriz Yovera Quispe
- Marco Hualpa Bendezú (2011-2014)
- Luis Velásquez Nestares(2014)
- Inés Doris Nuñez Collantes (2015 - 2018)
- Luz América Rolando Fuentes-Rivera (2016)
- Honorio López Reyna (2019)
- Edwin Mendoza Reyes (2020-2023)

- Rolando Oscco Solórzano (2016-2023), Director CEBA "BARTOLOME HERRERA"

## Alumnos Herrerianos destacados
- Juan Valer Sandoval, coronel EP, héroe de la operación Chavín de Huántar, que rescató a los rehenes de la residencia del embajador del Japón.
- Raúl Hiraoka, empresario, benefactor del colegio.
- Luis Baba Nakao, ingeniero, reconocido consultor financiero de empresas
- Luis Cortavarria Checkley, 2 veces Superintendente de Banca y Seguros, reconocido consultor del Fondo Monetario Internacional
- Jorge Chávez Álvarez, economista, expresidente del BCR
- José Cueto Aservi, excomandante General de las FF. AA. y congresista
- Guillermo Salas Carreño, científico
- Jaime Duarte, futbolista
- Ramón Mifflin, futbolista
- Justo Aliaga Carrillo, futbolista
- Efraín Aguilar, director de televisión
- Manuel López Rodríguez, Poeta, Abogado y director de televisión

## Profesores Herrerianos Destacados
- Mario Florián Díaz
- Jorge Castro Harrison
- José Lora Olivares
- Pablo Humanchano
- Jorge Basadre*
- José María Arguedas*
- Raúl Porras Barnechea*
- Jorge Matias Cabrera Tapia*

Fuente: HUMBERTO PINEDO MENDOZA*